# Grecja na Letnich Igrzyskach Olimpijskich 2020
Grecję na Letnich Igrzyskach Olimpijskich 2020 reprezentowało 75 zawodników: 45 mężczyzn i 30 kobiet. Był to 29. start reprezentacji Grecji na letnich igrzyskach olimpijskich.

## Zdobyte medale[3]
| Medal  | Zawodnik | Dyscyplina          | Konkurencja            | Rezultat                                   | Data       |
| ------ | --- | ------------------- | ---------------------- | ------------------------------------------ | ---------- |
| Złoto  | Stefanos Ntouskos | Wioślarstwo         | jedynki mężczyzn (M1x) | 6:40,45                                    | 30 lipca   |
| Złoto  | Miltiadis Tendoglu | Lekkoatletyka       | skok w dal mężczyzn    | 8,41 m                                     | 2 sierpnia |
| Srebro | Stylianos Argyropoulos, Jeorjos Derwisis, Ioannis Fountoulis, Konstantinos Galanidis, Konstandinos Jenidunias, Konstandinos Giuwetsis, Marios Kapotsis, Christodoulos Kolomvos, Konstantinos Mourikis, Alexandros Papanastasiou, Dimitrios Skumbakis, Angelos Vlachopoulos, Emmanouil Zerdevas | Piłka wodna         | turniej mężczyzn       | W finale ulegli reprezentacji Serbii 10:13 | 8 sierpnia |
| Brąz   | Elefterios Petrunias | Gimnastyka sportowa | ćwiczenia na kółkach   | 15,200 pkt                                 | 2 sierpnia |

## Skład kadry

### Gimnastyka
| Zawodnik             | Konkurencja          | Kwalifikacje | Kwalifikacje | Finał  | Finał   | Źródło |
| Zawodnik             | Konkurencja          | Wynik        | Pozycja      | Wynik  | Pozycja | Źródło |
| -------------------- | -------------------- | ------------ | ------------ | ------ | ------- | ------ |
| Elefterios Petrunias | ćwiczenia na kółkach | 15,333       | 1.           | 15,200 | brąz    | [ 4 ]  |

### Judo
| Zawodnik            | Konkurencja | 1/16                   | 1/8                 | Ćwierćfinał         | Półfinał            | Repasaże            | Finał / 3. miejsce  | Finał / 3. miejsce | Źródła |
| Zawodnik            | Konkurencja | Przeciwniczka Wynik    | Przeciwniczka Wynik | Przeciwniczka Wynik | Przeciwniczka Wynik | Przeciwniczka Wynik | Przeciwniczka Wynik | Pozycja            | Źródła |
| ------------------- | ----------- | ---------------------- | ------------------- | ------------------- | ------------------- | ------------------- | ------------------- | ------------------ | ------ |
| Aleksios Danatsidis | -81 kg (m)  | Valois-Fortier P 00-10 | NQ                  | NQ                  | NQ                  | NQ                  | NQ                  | 17.                | [ 5 ]  |
| Elisawet Teltsidu   | -70 kg (k)  | Sun Xiaoqian W 10-00   | Pinot W 10-00       | Tajmazowa P 00-10   | NQ                  | Scoccimarro P 00-10 | NQ                  | 7.                 | [ 6 ]  |

### Kolarstwo

#### Kolarstwo szosowe
| Zawodnik               | Konkurencja                    | Czas    | Pozycja | Źródło |
| ---------------------- | ------------------------------ | ------- | ------- | ------ |
| Polichronis Dzordzakis | wyścig ze startu wspólnego (m) | 6:21:46 | 63.     | [ 7 ]  |

#### Kolarstwo torowe
| Zawodnik           | Konkurencja | Scratch | Scratch | Wyścig tempowy | Wyścig tempowy   | Wyścig tempowy | Wyścig eliminacyjny | Wyścig eliminacyjny | Wyścig punktowy | Wyścig punktowy | Wyścig punktowy | Suma punktów | Pozycja | Źródło |
| Zawodnik           | Konkurencja | Miejsce | Punkty  | Miejsce        | Punkty wyścigowe | Punkty         | Miejsce             | Punkty              | Sprint          | Okrążenia       | Miejsce         | Suma punktów | Pozycja | Źródło |
| ------------------ | ----------- | ------- | ------- | -------------- | ---------------- | -------------- | ------------------- | ------------------- | --------------- | --------------- | --------------- | ------------ | ------- | ------ |
| Christos Wolikakis | mężczyźni   | 17.     | 8       | 17.            | 0                | 8              | 14.                 | 14                  | DNF             | DNF             | DNF             | DNF          | 20.     | [ 8 ]  |

#### Kolarstwo górskie
| Zawodnik       | Konkurencja       | Czas    | Pozycja | Źródło |
| -------------- | ----------------- | ------- | ------- | ------ |
| Periklis Ilias | cross-country (m) | -3 okr. | 35.     | [ 9 ]  |

### Lekkoatletyka
Konkurencje biegowe
| Zawodnik                     | Konkurencja           | Eliminacje | Eliminacje | Półfinał | Półfinał | Finał   | Finał   | Źródło |
| Zawodnik                     | Konkurencja           | Wynik      | Miejsce    | Wynik    | Miejsce  | Wynik   | Miejsce | Źródło |
| ---------------------------- | --------------------- | ---------- | ---------- | -------- | -------- | ------- | ------- | ------ |
| Konstandinos Duwalidis       | 110 m przez płotki(m) | 13,63      | 7.         | NQ       | NQ       | NQ      | NQ      | [ 10 ] |
| Aleksandros Papamichail      | chód na 50 km (m)     | N/A        | N/A        | N/A      | N/A      | 4:12:49 | 36.     | [ 11 ] |
| Rafaela Spanudaki-Chadziriga | 100 m (k)             | 11,45      | 5.         | NQ       | NQ       | NQ      | NQ      | [ 12 ] |
| Rafaela Spanudaki-Chadziriga | 200 m (k)             | 23,16      | 5.         | 23,38    | 9.       | NQ      | NQ      | [ 13 ] |
| Irini Wasiliu                | 400 m (k)             | 53,16      | 5.         | NQ       | NQ       | NQ      | NQ      | [ 14 ] |
| Elisavet Pesiridou           | 100 m przez płotki(k) | DNF        | DNF        | NQ       | NQ       | NQ      | NQ      | [ 15 ] |
| Antigoni Drismbioti          | chód na 20 km (k)     | N/A        | N/A        | N/A      | N/A      | 1:31:24 | 8.      | [ 16 ] |
| Kiriaki Filtisakou           | chód na 20 km (k)     | N/A        | N/A        | N/A      | N/A      | 1:36:51 | 29.     | [ 16 ] |
| Panayiota Tsinopoulou        | chód na 20 km (k)     | N/A        | N/A        | N/A      | N/A      | 1:47:19 | 53.     | [ 16 ] |

Konkurencje techniczne
| Zawodnik                  | Konkurencja       | Kwalifikacje | Kwalifikacje | Finał | Finał   | Źródło |
| Zawodnik                  | Konkurencja       | Wynik        | Miejsce      | Wynik | Miejsce | Źródło |
| ------------------------- | ----------------- | ------------ | ------------ | ----- | ------- | ------ |
| Miltiadis Tendoglu        | skok w dal        | 8,22         | 1.           | 8,41  | złoto   | [ 17 ] |
| Dimitris Tsiamis          | trójskok (m)      | NM           | –            | NQ    | NQ      | [ 18 ] |
| Michail Anastasakis       | rzut młotem (m)   | 73,52        | 22.          | NQ    | NQ      | [ 19 ] |
| Christos Frantzeskakis    | rzut młotem (m)   | 72,19        | 25.          | NQ    | NQ      | [ 19 ] |
| Emanuil Karalis           | skok o tyczce (m) | 5,75         | 8.           | 5,80  | 4.      | [ 20 ] |
| Konstandinos Filipidis    | skok o tyczce (m) | 5,50         | 22.          | NQ    | NQ      | [ 20 ] |
| Stamatia Scarvelis        | rzut młotem (k)   | 69,01        | 18.          | NQ    | NQ      | [ 21 ] |
| Nikoleta Kiriakopulu      | skok o tyczce (k) | 4,55         | 1.           | 4,50  | 8.      | [ 22 ] |
| Katerina Stefanidi        | skok o tyczce (k) | 4,55         | 8.           | 4,80  | 4.      | [ 22 ] |
| Eleni-Klaudia Polak       | skok o tyczce (k) | 4,40         | 19.          | NQ    | NQ      | [ 22 ] |
| Chrysoula Anagnostopoulou | rzut dyskiem (k)  | 59,18        | 19.          | NQ    | NQ      | [ 23 ] |
| Paraskiewi Papachristu    | trójskok (k)      | 12,23        | 32.          | NQ    | NQ      | [ 24 ] |

### Łucznictwo
| Zawodnik         | Konkurencja       | Runda rankingowa | Runda rankingowa | 1/64              | 1/32             | 1/16             | 1/8              | Ćwierćfinały     | Półfinały        | Finał            | Finał   | Źródło               |
| Zawodnik         | Konkurencja       | Wynik            | Miejsce          | Przeciwnik Wynik  | Przeciwnik Wynik | Przeciwnik Wynik | Przeciwnik Wynik | Przeciwnik Wynik | Przeciwnik Wynik | Przeciwnik Wynik | Pozycja | Źródło               |
| ---------------- | ----------------- | ---------------- | ---------------- | ----------------- | ---------------- | ---------------- | ---------------- | ---------------- | ---------------- | ---------------- | ------- | -------------------- |
| Evangelia Psarra | indywidualnie (k) | 630              | 44.              | Lin Chia-en P 4-6 | NQ               | NQ               | NQ               | NQ               | NQ               | NQ               | 33.     | [ 25 ] [ 26 ] [ 27 ] |

### Piłka wodna
Turniej mężczyzn
- Reprezentacja mężczyzn

| - Stylianos Argyropoulos - Jeorjos Derwisis - Ioannis Fountoulis - Konstantinos Galanidis - Konstandinos Jenidunias - Konstandinos Giuwetsis - Marios Kapotsis |  | - Christodoulos Kolomvos - Konstantinos Mourikis - Alexandros Papanastasiou - Dimitrios Skumbakis - Angelos Vlachopoulos - Emmanouil Zerdevas |

| Drużyna | Konkurencja      | Faza grupowa     | Faza grupowa     | Faza grupowa     | Faza grupowa           | Faza grupowa           | Faza grupowa | Ćwierćfinały     | Półfinały        | Finał mecz o 3. miejsce | Pozycja | Źródło                      |
| Drużyna | Konkurencja      | Przeciwnik Wynik | Przeciwnik Wynik | Przeciwnik Wynik | Przeciwnik Wynik       | Przeciwnik Wynik       | Pozycja      | Przeciwnik Wynik | Przeciwnik Wynik | Przeciwnik Wynik        | Pozycja | Źródło                      |
| ------- | ---------------- | ---------------- | ---------------- | ---------------- | ---------------------- | ---------------------- | ------------ | ---------------- | ---------------- | ----------------------- | ------- | --------------------------- |
| Grecja  | turniej mężczyzn | Węgry 10:9       | Włochy 6:6       | Japonia 10:9     | Południowa Afryka 28:5 | Stany Zjednoczone 14:5 | 1.           | Czarnogóra 10:4  | Węgry 9:6        | Serbia 10:13            | srebro  | [ 28 ] [ 29 ] [ 30 ] [ 31 ] |

### Pływanie
| Zawodnik                                                                   | Konkurencja                          | Eliminacje | Eliminacje | Półfinał | Półfinał | Finał     | Finał   | Źródło               |
| Zawodnik                                                                   | Konkurencja                          | Czas       | Miejsce    | Czas     | Miejsce  | Czas      | Miejsce | Źródło               |
| -------------------------------------------------------------------------- | ------------------------------------ | ---------- | ---------- | -------- | -------- | --------- | ------- | -------------------- |
| Kristian Gołomeew                                                          | 50 m dowolnym (m)                    | 21,66      | 3.         | 21,60    | 2.       | 21,72     | 5.      | [ 32 ] [ 33 ] [ 34 ] |
| Apostolos Christou                                                         | 100 m dowolnym (m)                   | 48,50      | 18.        | NQ       | NQ       | NQ        | NQ      | [ 35 ] [ 36 ] [ 37 ] |
| Dimitrios Markos                                                           | 200 m dowolnym (m)                   | 1:49,16    | 31.        | NQ       | NQ       | NQ        | NQ      | [ 38 ] [ 39 ] [ 40 ] |
| Dimitrios Markos                                                           | 800 m dowolnym (m)                   | 7:58,68    | 26.        | N/A      | N/A      | NQ        | NQ      | [ 41 ] [ 42 ]        |
| Konstantinos Englezakis                                                    | 800 m dowolnym (m)                   | DNS        | DNS        | DNS      | DNS      | DNS       | DNS     | [ 41 ] [ 42 ]        |
| Apostolos Christou                                                         | 100 m grzbietowym (m)                | 53,77      | 15.        | 53,41    | 11.      | NQ        | NQ      | [ 43 ] [ 44 ] [ 45 ] |
| Andreas Wazeos                                                             | 200 m zmiennym (m)                   | 1:58,84    | 24.        | NQ       | NQ       | NQ        | NQ      | [ 46 ] [ 47 ] [ 48 ] |
| Apostolos Papastamos                                                       | 200 m zmiennym (m)                   | 2:00,38    | 35.        | NQ       | NQ       | NQ        | NQ      | [ 46 ] [ 47 ] [ 48 ] |
| Apostolos Papastamos                                                       | 400 m zmiennym (m)                   | 4:12,50    | 14.        | N/A      | N/A      | NQ        | NQ      | [ 49 ] [ 50 ]        |
| Athanasios Kynigakis                                                       | 10 km (m)                            | N/A        | N/A        | N/A      | N/A      | 1:49:29,2 | 5.      | [ 51 ]               |
| Andreas Wazeos Kristian Gołomeew Odysseus Meladinis Apostolos Christou     | sztafeta 4 × 100 m dowolnym (m)      | 3:15,29    | 15.        | N/A      | N/A      | NQ        | NQ      | [ 52 ] [ 53 ]        |
| Anna Ntountounaki                                                          | 100 m motylkowym (k)                 | 57,75      | 13.        | 57,25    | 9.       | NQ        | NQ      | [ 54 ] [ 55 ] [ 56 ] |
| Apostolos Christou Konstadinos Meretsolias Anna Ntountounaki Teodora Draku | sztafeta mieszana 4 × 100 m zmiennym | 3:44,77    | 11.        | N/A      | N/A      | NQ        | NQ      | [ 57 ] [ 58 ]        |

### Pływanie synchroniczne
| Zawodnik | Konkurencja | Eliminacje       | Eliminacje    | Eliminacje | Eliminacje | Finał            | Finał         | Finał  | Finał   | Źródło               |
| Zawodnik | Konkurencja | Runda techniczna | Runda dowolna | Razem      | Miejsce    | Runda techniczna | Runda dowolna | Razem  | Miejsce | Źródło               |
| Zawodnik | Konkurencja | Punkty           | Punkty        | Punkty     | Miejsce    | Punkty           | Punkty        | Punkty | Miejsce | Źródło               |
| Evangelia Papazoglou Evangelia Platonioti | Duety       | 88,1667          | DNS           | DNS        | 22.        | NQ               | NQ            | NQ     | NQ      | [ 59 ] [ 60 ] [ 61 ] |
| Kominea Alzigkouzi Eleni Fragkaki Krystalenia Gialama Pinelopi Karamesiou Andriana Misikiewicz Evangelia Papazoglou Evangelia Platanioti Georgia Vasilopoulou | Drużyny     | N/A              | N/A           | N/A        | N/A        | DNS              | DNS           | DNS    | DNS     | [ 62 ] [ 63 ]        |

### Podnoszenie ciężarów
| Zawodnik           | Konkurencja     | Rwanie | Rwanie  | Podrzut | Podrzut | Razem  | Pozycja | Źródło |
| Zawodnik           | Konkurencja     | Wynik  | Pozycja | Wynik   | Pozycja | Razem  | Pozycja | Źródło |
| ------------------ | --------------- | ------ | ------- | ------- | ------- | ------ | ------- | ------ |
| Teodoros Jakowidis | -96 kg mężczyzn | 156 kg | 12.     | 182 kg  | 11.     | 338 kg | 11.     | [ 64 ] |

### Strzelectwo
| Zawodnik             | Konkurencja               | Kwalifikacje | Kwalifikacje | Finał | Finał   | Źródło        |
| Zawodnik             | Konkurencja               | Wynik        | Pozycja      | Wynik | Pozycja | Źródło        |
| -------------------- | ------------------------- | ------------ | ------------ | ----- | ------- | ------------- |
| Anna Korakaki        | pistolet pneumatyczny (k) | 585-28x      | 2.           | 157,4 | 6.      | [ 65 ] [ 66 ] |
| Anna Korakaki        | pistolet sportowy (k)     | 584-24x      | 6.           | 18    | 6.      | [ 67 ]        |
| Nikolaos Mavrommatis | skeet (m)                 | 119          | 20.          | NQ    | NQ      | [ 68 ]        |

### Szermierka
| Zawodnik            | Konkurencja              | 1/32             | 1/16             | 1/8              | Ćwierćfinały     | Półfinały        | Finał/o 3. miejsce | Finał/o 3. miejsce | Źródło |
| Zawodnik            | Konkurencja              | Przeciwnik Wynik | Przeciwnik Wynik | Przeciwnik Wynik | Przeciwnik Wynik | Przeciwnik Wynik | Przeciwnik Wynik   | Pozycja            | Źródło |
| ------------------- | ------------------------ | ---------------- | ---------------- | ---------------- | ---------------- | ---------------- | ------------------ | ------------------ | ------ |
| Theodora Gkountoura | szabla indywidualnie (k) | N/A              | Emura P 8-15     | NQ               | NQ               | NQ               | NQ                 | 21.                | [ 69 ] |

### Taekwondo
| Zawodnik   | Konkurencja   | 1/8                   | Ćwierćfinał      | Półfinał         | Repesaż           | Finał/3. miejsce | Finał/3. miejsce | Źródło |
| Zawodnik   | Konkurencja   | Przeciwnik Wynik      | Przeciwnik Wynik | Przeciwnik Wynik | Przeciwnik Wynik  | Przeciwnik Wynik | Pozycja          | Źródło |
| ---------- | ------------- | --------------------- | ---------------- | ---------------- | ----------------- | ---------------- | ---------------- | ------ |
| Fani Tzeli | -57 kg kobiet | Tatjana Minina P 7-15 | NQ               | NQ               | Ben Yessouf P 0-2 | NQ               | 7.               | [ 70 ] |

### Tenis stołowy
| Zawodnik         | Konkurencja        | Eliminacje       | Runda 1          | Runda 2          | Runda 3                | 1/8 finału       | Ćwierćfinały     | Półfinały        | Finał            | Finał   | Źródło |
| Zawodnik         | Konkurencja        | Przeciwnik Wynik | Przeciwnik Wynik | Przeciwnik Wynik | Przeciwnik Wynik       | Przeciwnik Wynik | Przeciwnik Wynik | Przeciwnik Wynik | Przeciwnik Wynik | Pozycja | Źródło |
| ---------------- | ------------------ | ---------------- | ---------------- | ---------------- | ---------------------- | ---------------- | ---------------- | ---------------- | ---------------- | ------- | ------ |
| Panajotis Gionis | gra pojedyncza (m) | Bye              | Peto W 4-0       | Saleh W 4-1      | Jeoung Young-sik P 3-4 | NQ               | NQ               | NQ               | NQ               | 17.     | [ 71 ] |

### Tenis ziemny
| Zawodnik                        | Konkurencja | Pierwsza runda                      | Druga runda                 | Trzecia runda                              | Ćwierćfinały                       | Półfinały        | Finał            | Finał   | Źródło |
| Zawodnik                        | Konkurencja | Przeciwnik Wynik                    | Przeciwnik Wynik            | Przeciwnik Wynik                           | Przeciwnik Wynik                   | Przeciwnik Wynik | Przeciwnik Wynik | Pozycja | Źródło |
| ------------------------------- | ----------- | ----------------------------------- | --------------------------- | ------------------------------------------ | ---------------------------------- | ---------------- | ---------------- | ------- | ------ |
| Stefanos Tsitsipas              | singiel (m) | Kohlschreiber W 2-1 (6:3, 3:6, 6:3) | Tiafoe W 2-0 (6:3, 6:4)     | Humbert P 1-2 (6:2, 6:7, 2:6)              | NQ                                 | NQ               | NQ               | 9.      | [ 72 ] |
| Maria Sakari                    | singiel (k) | Kontaveit W 2-0 (7:5, 6:2)          | Stojanović W 2-0 (6:1, 6:2) | Switolina P 1-2 (7:5, 3:6, 4:6)            | NQ                                 | NQ               | NQ               | 9.      | [ 73 ] |
| Maria Sakari Stefanos Tsitsipas | mikst       | N/A                                 | N/A                         | Dabrowski Auger-Aliassime W 2-0 (6:3, 6:4) | Barty Peers P 1-2 (4:6, 6:4, 10:6) | NQ               | NQ               | 5.      | [ 74 ] |

### Wioślarstwo
| Zawodnik                        | Konkurencja | Eliminacje | Eliminacje | Repesaż | Repesaż | Ćwierćfinały | Ćwierćfinały | Półfinały | Półfinały | Finał           | Finał | Miejsce | Źródło |
| Zawodnik                        | Konkurencja | Czas       | M.         | Czas    | M.      | Czas         | M.           | Czas      | M.        | Czas            | M.    | Miejsce | Źródło |
| ------------------------------- | ----------- | ---------- | ---------- | ------- | ------- | ------------ | ------------ | --------- | --------- | --------------- | ----- | ------- | ------ |
| Stefanos Ntouskos               | M1x         | 6:59,49    | 1.         | N/A     | N/A     | 7:12,77      | 2.           | 6:41,61   | 1.        | 6:40,45 Finał A | 1.    | złoto   | [ 75 ] |
| Anneta Kyridou                  | W1x         | 7:54,28    | 3.         | N/A     | N/A     | 8:02,19      | 3.           | 7:40,81   | 6.        | 7:36,79 Finał A | 6.    | 10.     | [ 76 ] |
| Maria Kyridou Christina Bourbou | W2-         | 7:33,94    | 5.         | 7:28,00 | 1.      | N/A          | N/A          | 6:48,70   | 1.        | 6:57,11 Finał A | 5.    | 5.      | [ 77 ] |

### Zapasy
| Zawodnik          | Konkurencja           | 1/8              | Ćwierćfinał      | Półfinał         | Repesaż 1        | Finał            | Finał   | Źródło |
| Zawodnik          | Konkurencja           | Przeciwnik Wynik | Przeciwnik Wynik | Przeciwnik Wynik | Przeciwnik Wynik | Przeciwnik Wynik | Pozycja | Źródło |
| ----------------- | --------------------- | ---------------- | ---------------- | ---------------- | ---------------- | ---------------- | ------- | ------ |
| Jeorjos Pilidis   | -65 kg styl wolny (m) | Gadżijew P 0-11  | NQ               | NQ               | NQ               | NQ               | 15.     | [ 78 ] |
| Maria Prewolaraki | -53 kg styl wolny (k) | Valverde P 4-11  | NQ               | NQ               | NQ               | NQ               | 11.     | [ 79 ] |

### Żeglarstwo
Kobiety
| Zawodnik                                | Konkurencja  | Wyścig | Wyścig | Wyścig | Wyścig | Wyścig | Wyścig | Wyścig | Wyścig | Wyścig | Wyścig | Wyścig | Wyścig | Wyścig | Punkty | Finałowa pozycja | Źródło |
| Zawodnik                                | Konkurencja  | 1      | 2      | 3      | 4      | 5      | 6      | 7      | 8      | 9      | 10     | 11     | 12     | M*     | Punkty | Finałowa pozycja | Źródło |
| --------------------------------------- | ------------ | ------ | ------ | ------ | ------ | ------ | ------ | ------ | ------ | ------ | ------ | ------ | ------ | ------ | ------ | ---------------- | ------ |
| Vasileia Karachaliou                    | Laser Radial | 2      | 19     | 6      | 1      | 21     | 21     | 9      | 26     | 19     | 8      | N/A    | N/A    | 6      | 112    | 9.               | [ 80 ] |
| Ariadne-Paraskevi Spanaki Emilia Tsulfa | 470          | 14     | 8      | 22BFD  | 17     | 17     | 13     | 2      | 12     | 22 UFD | 9      | N/A    | N/A    | NQ     | 114    | 15.              | [ 81 ] |
| Aikaterini Divari                       | RS:X         | 19     | 19     | 19     | 20     | 20     | 23     | 15     | 18     | 13     | 19     | 19     | 23     | NQ     | 204    | 19.              | [ 82 ] |

Mężczyźni
| Zawodnik                        | Konkurencja | Wyścig | Wyścig | Wyścig | Wyścig | Wyścig | Wyścig | Wyścig | Wyścig | Wyścig | Wyścig | Wyścig | Wyścig | Wyścig | Punkty | Finałowa pozycja | Źródło |
| Zawodnik                        | Konkurencja | 1      | 2      | 3      | 4      | 5      | 6      | 7      | 8      | 9      | 10     | 11     | 12     | M*     | Punkty | Finałowa pozycja | Źródło |
| ------------------------------- | ----------- | ------ | ------ | ------ | ------ | ------ | ------ | ------ | ------ | ------ | ------ | ------ | ------ | ------ | ------ | ---------------- | ------ |
| Joanis Mitakis                  | Finn        | 4      | 13     | 13     | 6      | 11     | 10     | 11     | 8      | 16     | 18     | N/A    | N/A    | NQ     | 92     | 12.              | [ 83 ] |
| Panajotis Mandis Pawlos Kajalis | 470         | 5      | 6      | 3      | 20 DSQ | 15     | 12     | 8      | 7      | 4      | 6      | N/A    | N/A    | 18     | 84     | 8.               | [ 84 ] |
| Byron Kokkalanis                | RS:X        | 8      | 17     | 10     | 5      | 26 DNF | 8      | 18     | 19     | 6      | 7      | 8      | 4      | NQ     | 110    | 11.              | [ 85 ] |

M = Wyścig medalowy